# 장내미생물군
장내미생물군(gut microbiota, probiotics), 소화관, 소화관 미생물 또는 위장 미생물은 곤충을 비롯한 인간 및 다른 동물의 소화관에 사는 복잡한 미생물 군집이다. 내장 소화역학은 소화관 마이크로 비오타(microbiota)의 모든 게놈의 집합체이다. 위장(위와 창자)은 인간의 미생물이 살고 있는 중요한 기관이다.

## 개요
사람의 경우, 내장의 미생물무리(microbiota)는 신체의 다른 부위와 비교하여 가장 많은 수의 박테리아와 가장 많은 수의 종을 가지고 있다고 알려져 있다. 인간에서는 출생 후 1 ~ 2년 후에 창자 생물군이 형성되며, 그때까지 창자 상피와 창자 점막 장벽이 공동으로 개발하여 장 세균군상에 관여하고 심지어는 어떤 측면에서는 지지 작용을 한다. 장의 박테리아는 외부에서 들어온 병원균에 대한 방어막 기능인 건강한 장벽을 제공할 수 있다.

## 상세 기능
일부 소화관과 인간 사이의 관계는 단지 공생 (비 유해한 공존)이 아니라 오히려 상호적인 관계이다. 일부 인간 내장 미생물은 식이 섬유를 짧은 사슬 지방산 (SCFA), 예를 들어 아세트산 및 부티르산을 포함하며, 이들은 장박테리아에 의해서 숙주에 의해 흡수가 용이한 상태로 바뀐다. 장내 박테리아는 또한 비타민 B와 비타민 K의 합성뿐만 아니라 담즙산, 스테롤 및 생체 이물의 대사에 중요한 역할을 한다. 장내 세균들이 생산하는 SCFAs와 다른 화합물의 체계적인 중요성은 호르몬과 같으며 이러한 맥락에서 어떤 장내 세균군(균총) 자체는 내분비 기관처럼 기능하는 것으로 볼 수 있으며 장 세균 군의 조절 장애는 다양한 염증 및 자가 면역 상태와 관련되어있다고 보고있다.

## 유익균과 유해균의 경쟁
유익균(A)과 유해균(B)의 경쟁관계는 일반적으로 다음과 같이 인체(C)에 유익한 방향성을 제공할 수 있다.
(1) A만할 수 있는 A 본연의 기능을 수행한다.
(2) A와 B가 서로 억제하는 직접적인 경쟁을 한다.
(3) A가 C를 확보함으로서 B가 C에 접근하기 어렵도록한다.

## 같이 보기
- 세균